# کچک‌علی
کچک‌علی یک روستا در ایران است که در شهرستان نهبندان استان خراسان جنوبی واقع شده‌است. کچک‌علی ۳۷ نفر جمعیت دارد.

## جمعیت
این روستا در دهستان نه قرار دارد و براساس سرشماری مرکز آمار ایران در سال ۱۳۸۵، جمعیت آن ۳۷ نفر (۷ خانوار) بوده‌است.